# Iglesia de Santa María de la Oliva (Villaviciosa)
La iglesia de Santa María de la Oliva que se encuentra en la localidad asturiana de Villaviciosa, es un conjunto arquitectónico perteneciente al estilo del románico tardío. El templo data de 1270, por lo que también tiene algunos elementos del gótico. También se la conoce popularmente como Santa María del Conceyu.

## Historia
Su historia empieza con la concesión de la carta puebla por Alfonso X el Sabio el 17 de octubre de 1270. Lo cual significó un crecimiento muy sustancial de la villa que llevará a la construcción de esta iglesia. La fecha de su construcción plantea muchas dudas, pues durante esa época los vecinos todavía pagaban sus diezmos en la iglesia de Amandi. La iglesia tuvo varias modificaciones a lo largo de los años:
- La cabecera fue reconstruida probablemente a finales del siglo XV según cuenta Emilio Casares.
- En 1658 se construye la sacristía adosada al muro sur por Ignacio Cagijal.
- Durante el siglo XVII se construye la capilla de la Soledad.
- Se construye probablemente un cementerio en los Siglos XVII y XVIII.
- En 1814 se llevan a cabo unas reformas por parte del arquitecto Francisco Antonio Muñiz.
- En 1838 pierde su carácter de iglesia parroquial, desplazándose esta al exconvento de San Francisco.
- De 1873 a 1885 se reordena el entorno de la iglesia, quedando separada esta de la trama urbana.
- El 3 de junio de 1931 se la declara monumento histórico-artístico.
- En 1936 sufre un incendio durante la guerra civil española.
- A mediados del siglo XX se lleva a cabo su restauración por Luis Menéndez Pidal.

## Descripción del Edificio
La iglesia es de estilo románico tardío pero con muchos elementos tomados del gótico.

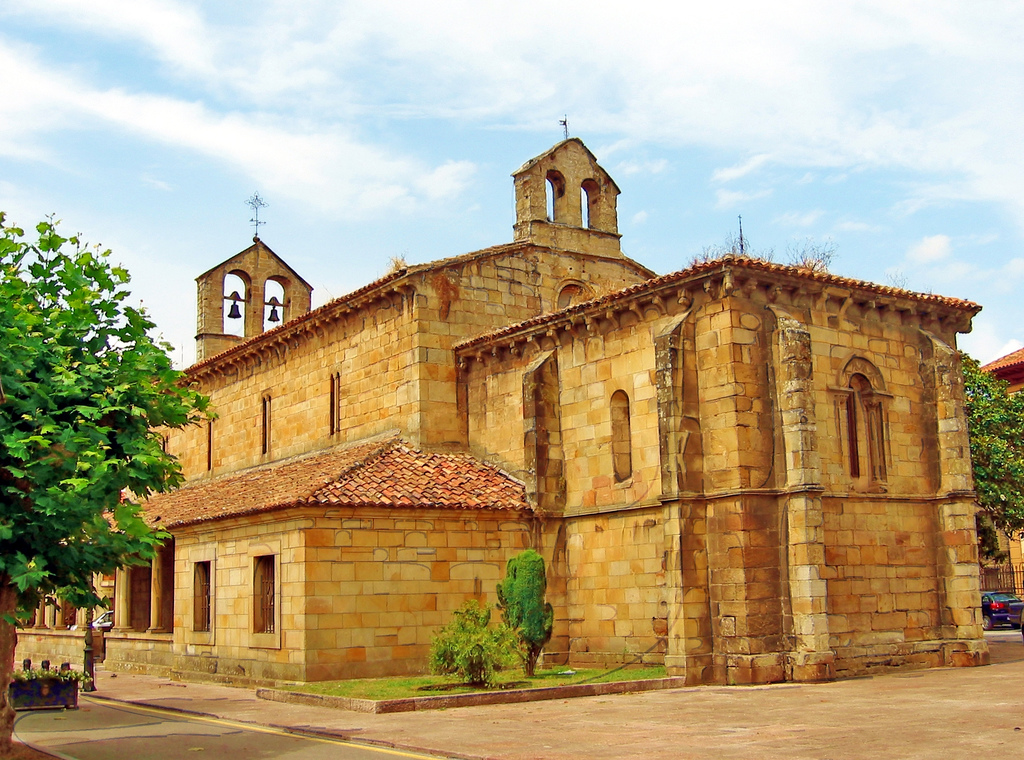
Cabecera del templo.

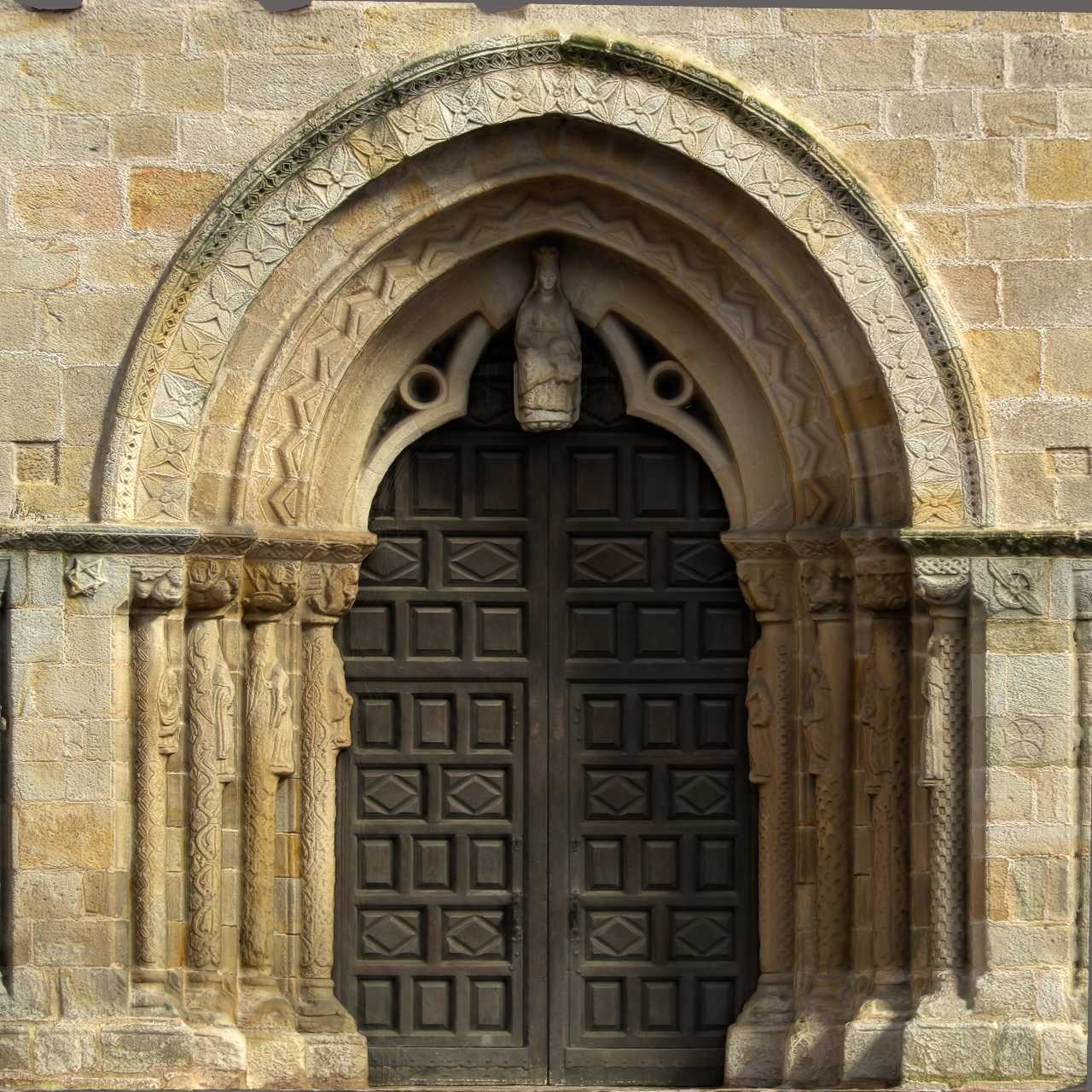
Puerta Principal

### Planta
Posee una planta basilical con cabecera cuadrada heredada del prerrománico asturiano y propio de este tipo de construcciones.

### Exterior
Está construida con sillares de piedra bien labrados. Del exterior destaca su fachada principal, conformado por un arco apuntado con cuatro arquivoltas, guardapolvo, imposta y ocho columnas con los fustes decorados (con entrelazados, dameros, rombos..) y sus capiteles. Su clave está decorada con una imagen de la Virgen María orlada con tracería de estilo gótico. Encima tiene un pequeño rosetón que termina la portada. También otras dos portadas de menos importancia en sus laterales que presentan una disposición arcaizante de arco de medio punto con guardapolvo, impostas y columnas con capiteles en los acodamientos de las jambas.
Tiene cuatro ventanas bíforas con arquillos de medio punto o ligeramente apuntados. Están decorados al estilo gótico y románico. En el testero hay una ventana tapiada con arco de medio punto, tiene decoración en zig zag y se apoya en columnillas. También tiene un rosetón de menor tamaño en la parte alta del muro oriental.
Posee un pórtico sustentado en columnas en el lado sur de la iglesia. También había uno en el lado norte, pero se perdió con el tiempo.
Su tejado es a dos aguas.

### Interior
En el interior su única nave está cubierta con armadura de madera, está separada del ábside mediante un arco de triunfo apuntado sustentado por impostas y capiteles exentos. La cabecera está dividida en dos tramos, el primero está cubierto con una bóveda de cañón apuntado que acaba en la capilla con un arco apuntado de una rosca y también exento y el segundo con bóveda de crucería que cubre el ábside. El total abovedamiento del edificio exige la utilización de contrafuertes que además dan sensación de verticalidad.